# James Wani Igga
James Wani Igga, född 1949 i Krillo, Juba County i delstaten Central Equatoria (i dåvarande Anglo-egyptiska Sudan), är en sydsudanesisk politiker. 
1985 anslöt han sig till rebellrörelsen SPLA som kämpade för Sydsudans självständighet från centralregeringen i Khartoum. Han tränades i Kuba och Etiopien och avancerade snabbt till det högsta militärkommandot inom SPLA.
Efter ett långt och brutalt inbördeskrig ingicks 2005 ett fredsavtal som bland annat ledde till inrättandet av Sydsudans lagstiftande församling, lett av Wani Igga. Denna församling spelade en central roll för att övervaka fredsavtalets efterlevnad och förbereda folkomröstningen som ledde fram till utropandet av det fria Sydsudan den 9 juli 2011. Därefter omvandlades den lagstiftande församlingen till parlamentets underhus, med Wani Igga som talman. 
Den 25 augusti 2013 utnämndes han till landets vicepresident, sedan hans företrädare Riek Machar fått sparken en månad tidigare.